# Březový potok (přítok Otavy)
Březový potok je drobný vodní tok v Plzeňském a Jihočeském kraji. Pramení severozápadně od Pačejova a do Otavy se vlévá zleva na úpatí Katovické hory. Potok je dlouhý 21,3 kilometru, plocha jeho povodí měří 115,9 km² a průměrný průtok u ústí je 0,37 m³/s.

## Průběh toku
Potok pramení u hranice katastrálního území Pačejov severozápadně od vsi Pačejov v nadmořské výšce 547 metrů. Protéká Blatenskou pahorkatinou převážně k jihovýchodu. Do Otavy se vlévá zleva na úpatí Katovické hory v katastrálním území Katovice v nadmořské výšce 400 metrů.

## Přítoky
Do Březového potoka se vlévají (L – zleva, P – zprava)
- Hájecký potok (L), u Velkého Boru
- Velkoborský potok (P), východně od Velkého Boru
- Svéradický potok (L) u Babína
- Pačejovský potok (P), severně od Babína
- Zhůřecký potok (L), východně od Horažďovic
- Křižný potok (L), východně od Horažďovic
- Rachač (L), severně od Horního Poříčí